# Bitterticka
Bitterticka (Postia stiptica) är en svampart som först beskrevs av Christiaan Hendrik Persoon, och fick sitt nu gällande namn av Jülich 1982. Postia stiptica ingår i släktet Postia, och familjen Fomitopsidaceae. Inga underarter finns listade i Catalogue of Life.
I den svenska databasen Dyntaxa används istället namnet Oligoporus stipticus för samma taxon. Arten är reproducerande i Sverige.

## Bildgalleri

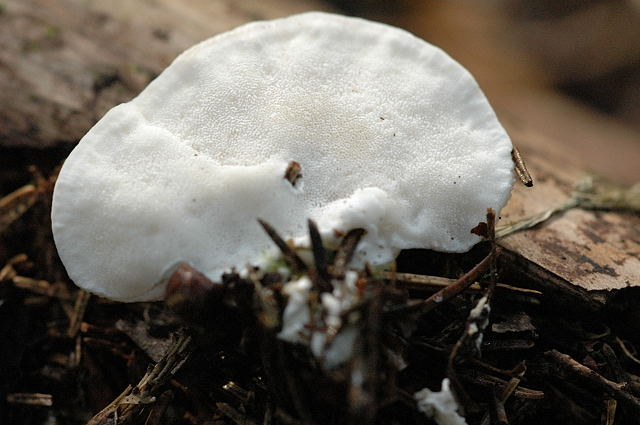
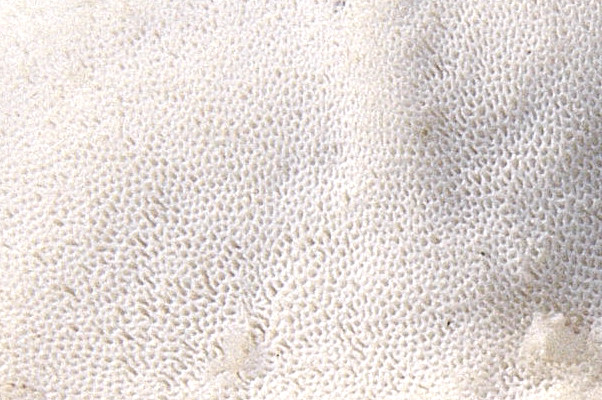